# Фахар уд-Дін
Фахар уд-Дін (д/н — 1780) — 15-й султан Магінданао в 1755—1780 роках. З його панування починається занепад й поступовий розпад держави. Посмертне ім'я Муфат Хідаят. В єврпоейців відомий як Пахар ад-Дін.

## Життєпис
Син співсултана Мухаммада Джафара Садіка. При народженні отримав ім'я Панглу. На відміну від ще одного брата — Умармаї Тубутубу — не виявив себе під час боротьби за владу його брата Хамзи (майбутнього султана Мухаммада Хайр уд-Діна) проти стриєчного брата Тахир уд-Діна. В подальшому носив титул дату.
1755 року Мухаммад Хайр уд-Дін зрікся трону на користь Панглу, чинники цього не відомі. Напевне на цей час інший брат Умармаї помер. Прийняв ім'я Фахір уд-Дін. Невдовзі порушив домовленість з колишнім султаном, не оголосивши небожа Кібад Сахріяла раджою муда(спадкоємцем трону). Замість цього ним став син Фахір уд-Діна — Найн (в подальшому відомий як Султан Іскандар Зулкарнайн), надавши йому область Сібугаї. Управління власне султанським доменом передав іншому синові Анвар уд-Діну.
Такі дії спричинили невдоволення й заворушення в серед членів династії. Втім Фахір уд-Діну деякий час вдавалося контролювати ситуацію. Втім близько 1770 року Ма'анук (Манман), син колишнього султана Баян ал-Анвара, захопив область Буаян, де оголосив про відродження цієї держави під назвою Багу-інгед (перекладається як Нова держава), прийнявши титул султана. Водночас небіж Дігра-Алам (син Умармаї Тубутубу) на заході Мінданао в м. Тумбао оголосив себе султаном Кабунталану. В результаті докінця панування Фахар уд-Дін контролював лише власний домен, а інші султани Мінданао визнали його лише першим серед рівних.
Помер 1780 року. Йому спадкував небіж Кібад Сахріял, я кого перед смертю він все ж знову визнав своїм спадкоємцем трону.